# Punto di infiammabilità
Il punto di infiammabilità o punto di fiamma (in inglese flash point) di un combustibile è la temperatura più bassa alla quale si formano vapori in quantità tale che in presenza di ossigeno (aria) e di un innesco danno luogo al fenomeno della combustione.

## Classificazione dei liquidi infiammabili
I liquidi infiammabili si classificano ai fini della sicurezza e ai sensi del Decreto Ministeriale del 31 luglio 1934 in base alla temperatura di infiammabilità in:
- Categoria A (Ti < 21 °C): benzina, alcoli; sono i prodotti più pericolosi in quanto estremamente infiammabili anche a temperatura ambiente e devono essere tenuti lontani da possibili inneschi;
- Categoria B (21 °C ≤ Ti ≤ 65 °C): cherosene;
- Categoria C (Ti > 65 °C):  gasolio, glicerina, bitume.

Si precisa che, riguardo alle installazioni terrestri fisse e mobili di motori a combustione interna accoppiati a macchine generatrici di energia elettrica o macchine operatrici (D.M. 22/10/2007), il gasolio è da considerarsi di categoria C, in seguito alla circolare della Direzione centrale per la prevenzione e la sicurezza tecnica del Dipartimento dei Vigili del fuoco del 16 marzo 2009, prot. n. 756-032101.01.4188.000, che lo classifica "liquido combustibile di categoria C [...] a prescindere dall'effettiva temperatura d'infiammabilità".
Un'ulteriore classificazione dei liquidi infiammabili in base al punto di fiamma è prevista nel sistema di classificazione GHS (Globally Harmonized System) che distingue quattro categorie in ordine decrescente di pericolosità:
- Categoria 1 (Ti < 23 °C e Teb ≤ 35 °C), liquidi e vapori estremamente infiammabili;
- Categoria 2 (Ti < 23 °C e Teb > 35 °C), liquidi e vapori altamente infiammabili;
- Categoria 3 (23 °C ≤ Ti  ≤ 60 °C), liquidi e vapori infiammabili;
- Categoria 4 (60 °C ≤ Ti  ≤ 93 °C), liquidi combustibili.

Tale classificazione è stata adottata anche dall'Unione europea mediante il regolamento CE n. 1272/2008, meglio conosciuto come regolamento CLP.

## Misurazione del punto di fiamma
Per misurare il punto di fiamma di un carburante liquido si usa il dispositivo di Pensky-Martens.

## Esempi di punto di fiamma di un carburante
La benzina è un carburante utilizzato nei motori ad accensione comandata. Il carburante dovrebbe premiscelarsi con l'aria per raggiungere il suo limite infiammabile e scaldarsi oltre il suo punto di fiamma, per poi accendersi. Il carburante non dovrebbe preincendiarsi in un motore caldo. Pertanto, la benzina possiede un basso punto di fiamma e un'alta temperatura di autoignizione.
Il motore Diesel è progettato per funzionare come motore ad accensione per compressione. L'aria compressa viene scaldata fino alla temperatura di autoignizione; la deflagrazione della carica combustibile avviene nel momento di massima pressione, in presenza di carburante nebulizzato. In questo caso non vi sono sorgenti di accensione. Di conseguenza al carburante Diesel è richiesto un alto punto di fiamma e una bassa temperatura di autoignizione.

## Parametri
- Benzina:
  - punto di fiamma: > –40 °C
  - Temperatura di autoaccensione: circa 250 °C
- Gasolio:
  - punto di fiamma: > 55 °C (gasolio per autotrazione); > 65 °C (gasolio per riscaldamento).
  - Temperatura di autoaccensione: circa 220 °C

Da notare che non ci sono delle temperature di autoaccensione definite per la benzina e il gasolio; esse si aggirano intorno ai parametri indicati. La benzina senza piombo ha un punto di fiamma inferiore a quella addizionata con piombo tetraetile (anche –40 °C) e una temperatura di autoaccensione superiore ai 250 °C.